# St Edmund's College
St Edmund's College est un des 31 collèges de l'université de Cambridge au Royaume-Uni. Il a été fondé en 1896.